# Храм Антонина и Фаустины
Храм Антонина и Фаустины (итал. Tempio di Antonino e Faustina) — античный храм на северной оконечности Римского форума, расположен между базиликой Эмилия и храмом Божественного Ромула. Построен в 141 году н. э. по приказу императора Антонина Пия в честь его умершей в 141 году нашей эры жены Фаустины Старшей. После смерти Антонина в 161 году храм посвятили памяти обоих супругов.

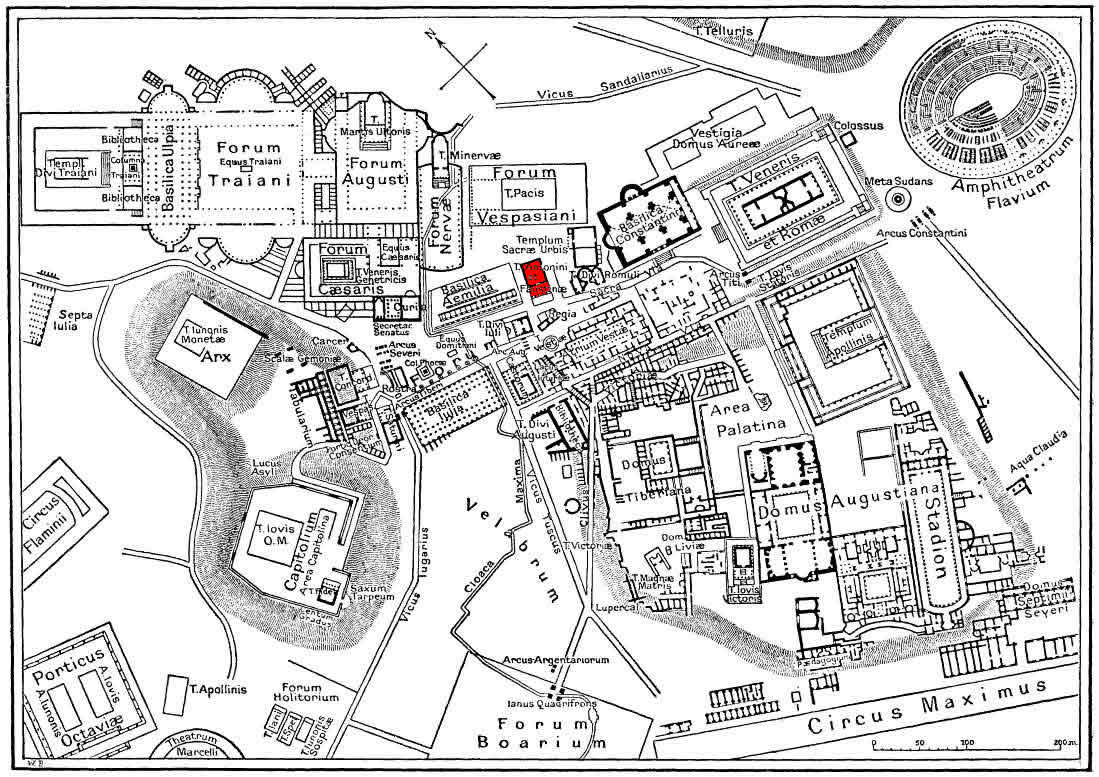
Расположение храма на плане Римского форума

## Строительство и архитектура храма
Храм был построен императором Антонином Пием в 141 году нашей эры в память его умершей и официально, по постановлению Сената обожествлённой супруги Фаустины Старшей, о чём свидетельствует надпись на архитраве колоннады фасада: «Божественной Фаустине по постановлению сената» (DIVAE FAVSTINAE EX SC). Фаустина стала первой римской императрицей, постоянно присутствовавшей на Форуме.
Когда Антонин Пий был обожествлён после смерти в 161 году нашей эры, его преемник Марк Аврелий заново посвятил храм Антонину и Фаустине. Почести императору и императрице воздавались в этом храме. Сверху добавили ещё одну строку, получилось: «Божественному Антонину и божественной Фаустине по указу Сената» (DIVO ANTONINO ET DIVAE FAVSTINAE EX SC), а на вершине фронтона установили статуи обожествлённых супругов.
Храм установлен на высоком стереобате из крупных блоков серого туфа пеперино. Десять монолитных колонн (из них восемь по фасаду) коринфского ордера пронаоса имеют высоту 17 метров и 1,45 метров в нижнем диаметре. Остатки алтаря были обнаружены при раскопках на ступенях, как было принято в античности, перед храмом. Богатые барельефы фриза под карнизом с изображением грифонов, акантовых листьев и канделябров часто копировались в XVI—XIX веках. Верхняя часть храма утрачена, но на монетах того времени видно, что на вершине храма находилась квадрига, а по сторонам — две крылатые Виктории, две другие статуи были помещены на основаниях по сторонам лестницы, ведущей к зданию.
Согласно изображениям на монетах, храм изначально был отгорожен от Виа Сакра (Священной дороги форума), а внутри целлы должна была находиться большая сидящая скульптура божественной Фаустины. Фрагменты этой скульптуры и статуи Антонина Пия, добавленной позже, были обнаружены при раскопках перед храмом. Боковые стены целлы, ранее облицованные мрамором, сложены, как и стереобат, из вулканического туфа.
Позднее, в средневековье, в VII или VIII веке, в античный храм была встроена христианская церковь Сан-Лоренцо-ин-Миранда (фасад перестроен в эпоху барокко), при этом колоннада пронаоса была сохранена. В то время здание было соединено с блочной аркой, снесённой в 1546 году.
В 1536 году по случаю визита императора Священной Римской империи Карла V три капеллы церкви, занимавшие пронаос, были демонтированы с целью демонстрации оригинального вида античного храма. В 1602—1616 годах по проекту архитектора Джакомо делла Порта и под руководством Орацио Торриани производилась реконструкция церкви. Появился новый барочный фасад, главный неф и новые боковые капеллы. Главный алтарь был завершён в 1637 году. В главном алтаре находится картина Пьетро да Кортоны «Мученичество Святого Лаврентия» (1646), а в первой капелле слева «Мадонна с Младенцем и святыми» (1626) работы Доменикино.

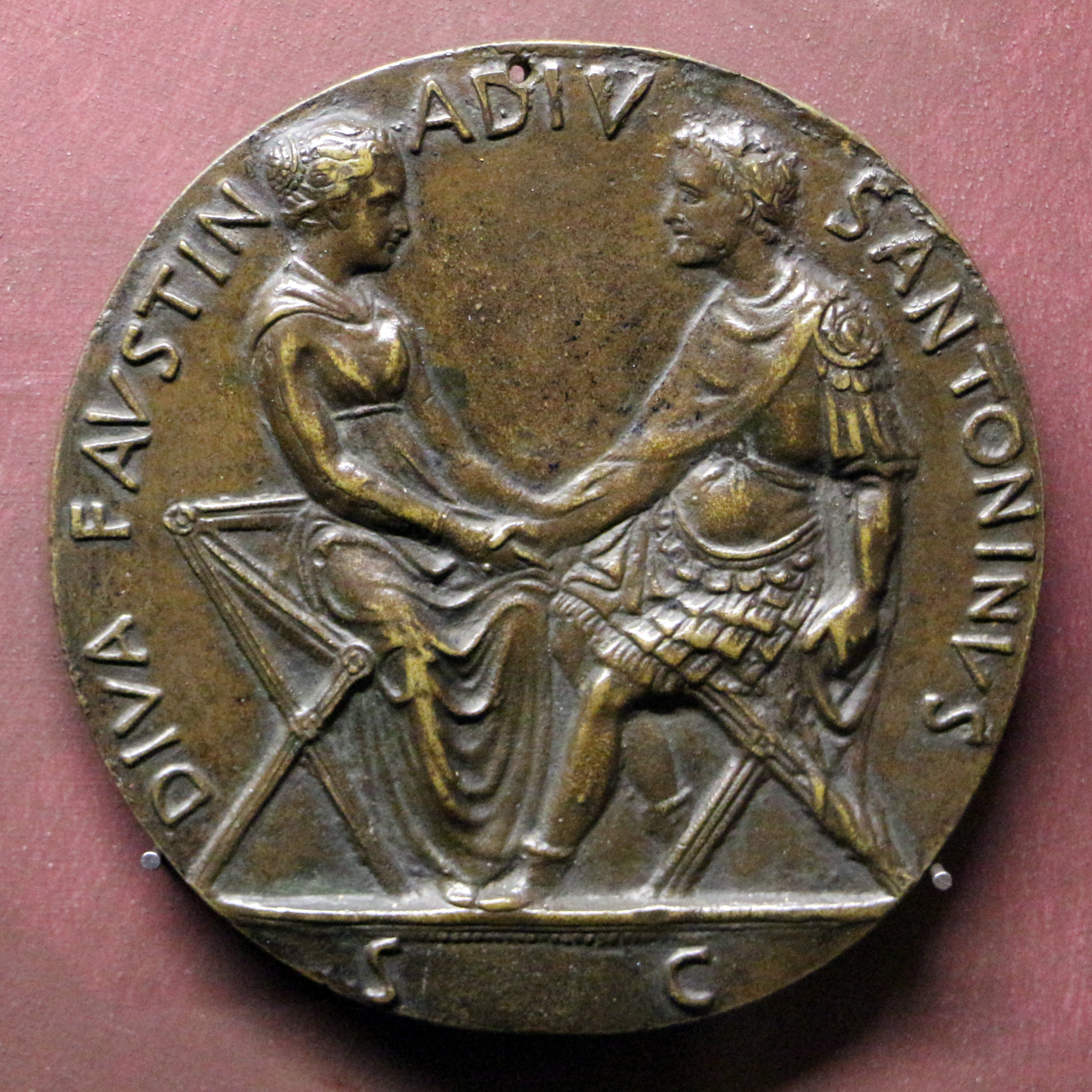
А. Филарете. Антонин и Фаустина. Медаль. 1445—1449. Бронза
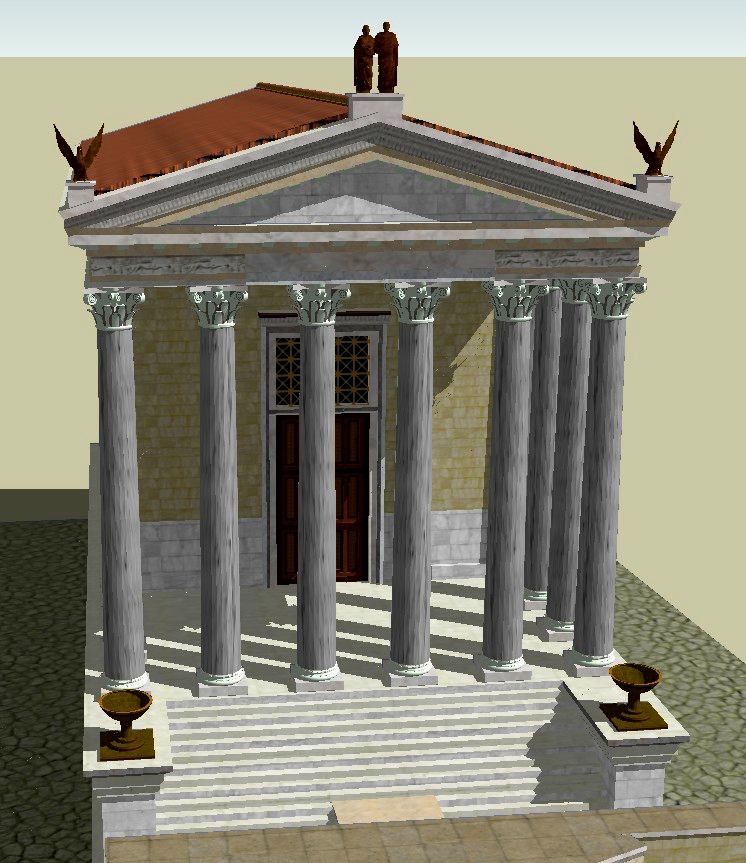
Храм Антонина и Фаустины. 3D-модель
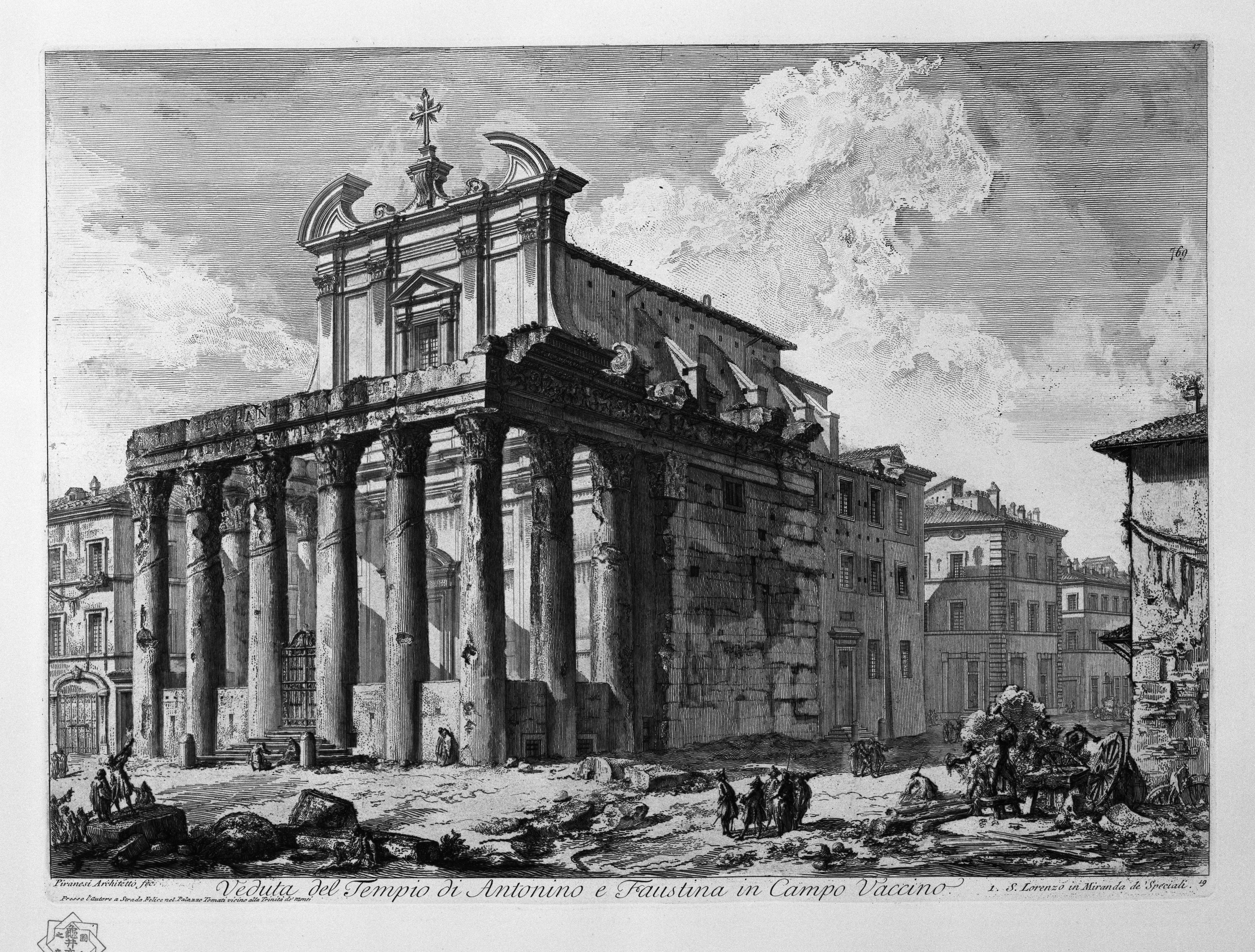
Дж. Б. Пиранези. Вид храма Антонина и Фаустины на Кампо Ваччино. Офорт из серии «Виды Рима». 1748-1774
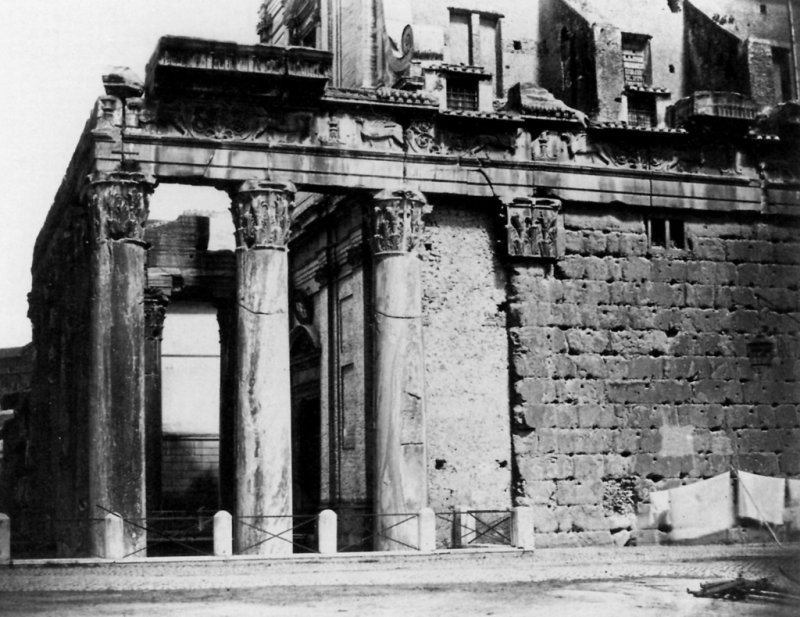
Фотография 1860 г.
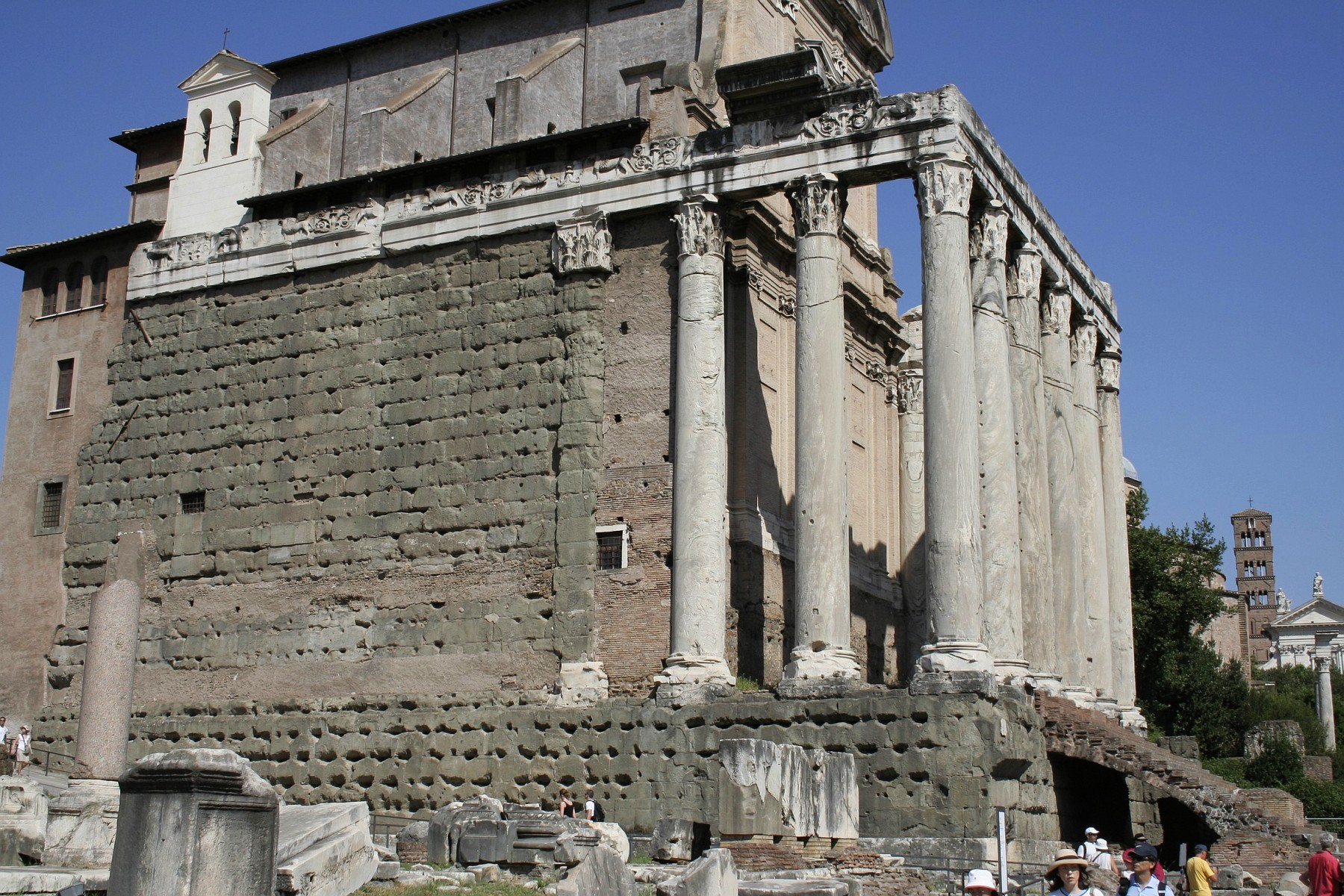
Боковой фасад храма
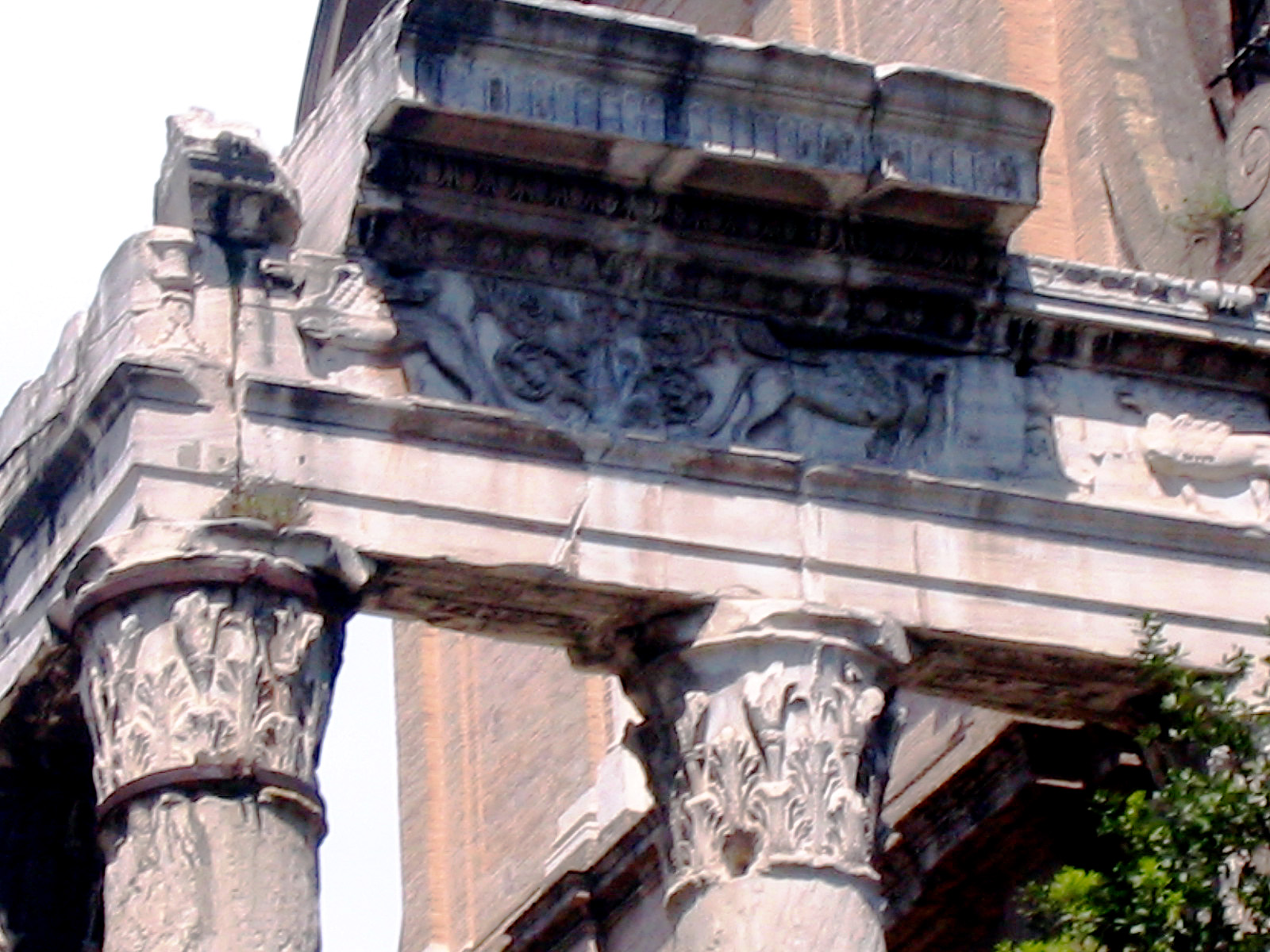
Деталь антаблемента